# Гогоберидзе, Иван Сергеевич
Иван (Жанго) Сергеевич Гогоберидзе (груз. ივანე ღოღობერიძე, 1905 год, с. Парцха-Наканеви, Кутаисский район — 12 сентября 1937 года) — грузинский советский литератор. Ответственный секретарь литературной газеты, один из организаторов Союза советских писателей.

## Биография

Писатели — делегаты Первого съезда советских писателей. 1934 год, Москва. Жанго Гогоберидзе — в третьем ряду второй справа.

Поэт-футурист, редактировал газету «Временник». Встречался в Тбилиси с Маяковским.
Участник Первого съезда советских писателей (1934). Жил в Москве, ул. 2-я Извозная, д. 36-а, корпус 5.
Арестован органами НКВД Грузии, осуждён и расстрелян в 1937 году по обвинению в троцкизме.